# زنبورهای زرد
زنبورهای زرد یا زنبور زرد اجتماعی (نام علمی: Vespula) یک سرده از زنبور بی‌عسل است. اغلب زنبورهای این سرده، به رنگ سیاه و زرد یا سفید و سیاه هستند و گاهی خطوط موجود بر روی شکم آن‌ها به جای سیاه، قرمز می‌باشد. زنبورهای زرد با نشانه‌هایی مشخص مانند اندازه کوچک (مثل زنبور عسل)، زندگی اجتماعی، پرواز سریع و سو به سو به هنگام فرود، به آسانی قابل شناسایی‌اند. جنس ماده این زنبور نیش دردناکی دارد. زنبورهای زرد با وجود آنکه از انسان‌ها بیزارند اما در مقابل، دشمن حشرات مضر و آفات نیز هستند.
خوراک این زنبور‌ها بعضی حشرات و حتی دزدی گوشت از خوراک انسان است؛ آنها تکه‌های کوچک گوشت را با آرواره‌های قدرتمندشان از لاشه جدا کرده و به لانه انتقال می‌دهند.

## ویژگی‌های ظاهری

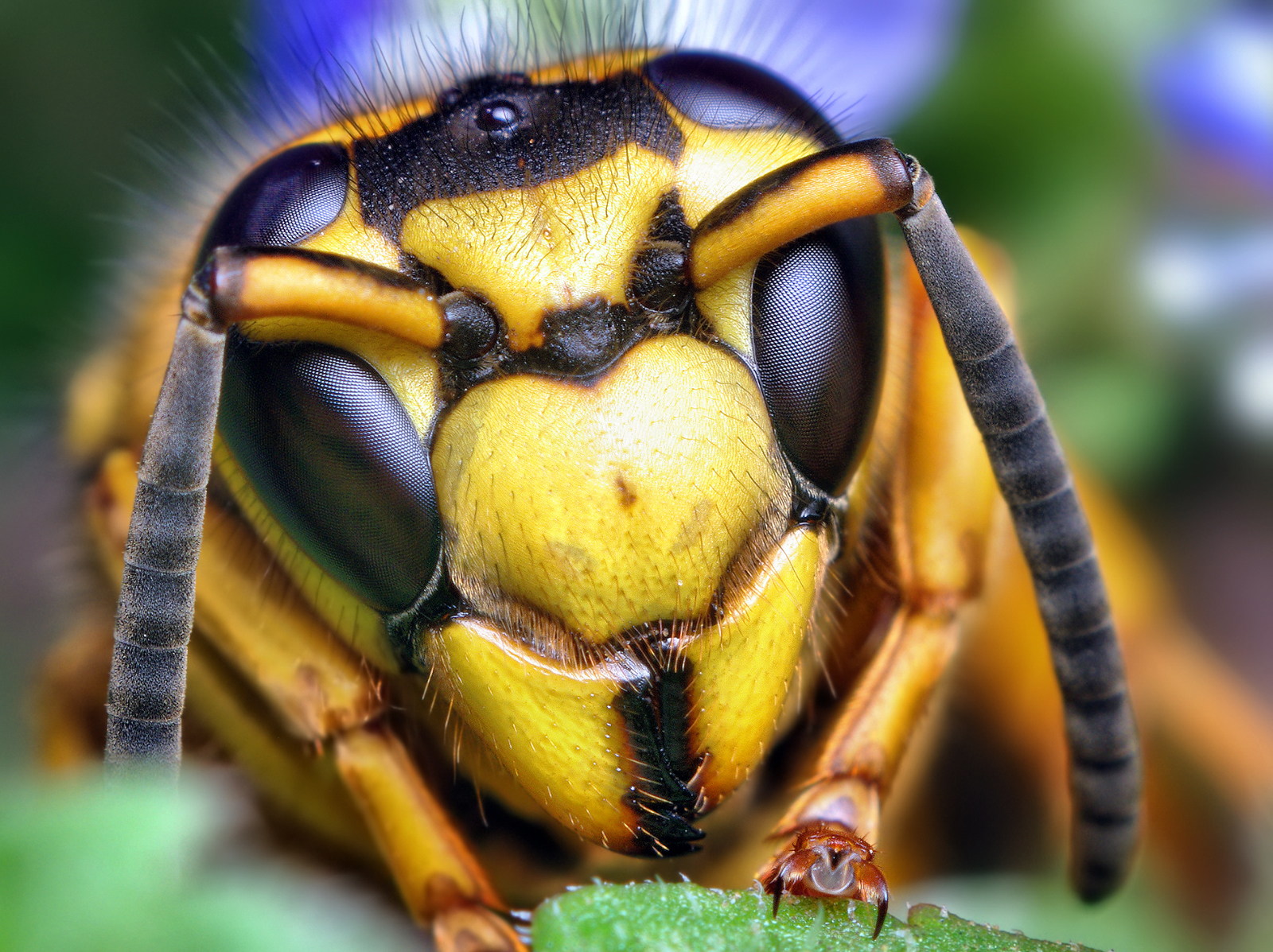
زنبور زرد جنوب

زنبورهای زرد به سبب جثه و در ظاهر بسیار به زنبورهای عسل شباهت دارند اما در واقع از زنبورهای وحشی هستند. طول یک زنبور زرد کارگر به‌طور متوسط ۱۲ میلی‌متر (نیم اینچ)، با خطوط متناوب به رنگ سیاه و زرد (گاهی سیاه و قرمز) بر روی شکم، و طول یک زنبور ملکه ۱۹ میلی‌متر با طرح متفاوت بر روی شکم‌است. زنبورهای زرد کارگر غالباً با زنبورهای عسل اشتباه گرفته می‌شوند اما از تفاوت‌های این دو این است که زنبور زرد، موهای قهوه‌ای ندارد و گرده گل حمل نمی‌کند و پاهای پشتی‌اش نیز مو ندارد. آن‌ها مجهز به نیش نیزه شکلی هستند و به هنگام نیش زدن، این عمل را مکرراً انجام می‌دهند تا به دشمن آسیب برسانند. گاهی نیز نیش در بدن دشمن باقی می‌ماند و از بدن زنبور جدا می‌شود. زهر زنبور زرد و زنبور عسل، مگر در صورت حساسیت، به ندرت کشنده‌است. زنبور زرد آرواره‌هایی قدرتمند برای جویدن سایر حشرات و خرطومی برای مکیدن شیره انگور شهد میوه‌ها دارد و در درختان، بوته‌ها یا در مکانهای دارای حفاظ مثل سوراخ‌های دیوار یا کف خانه، اتاقهای زیر شیروانی، ایوان‌ها و کپرها و برآمدگی‌های لب بام، سوراخ‌های موجود در زمین یا در لانه جوندگان لانه‌سازی می‌کنند. آن‌ها لانه را از فیبر چوبی که آن را به‌شکل خمیر می‌جوند می‌سازند. از خویشان نزدیک زنبور زرد، زنبور سرخ می‌باشد.

## نگارخانه

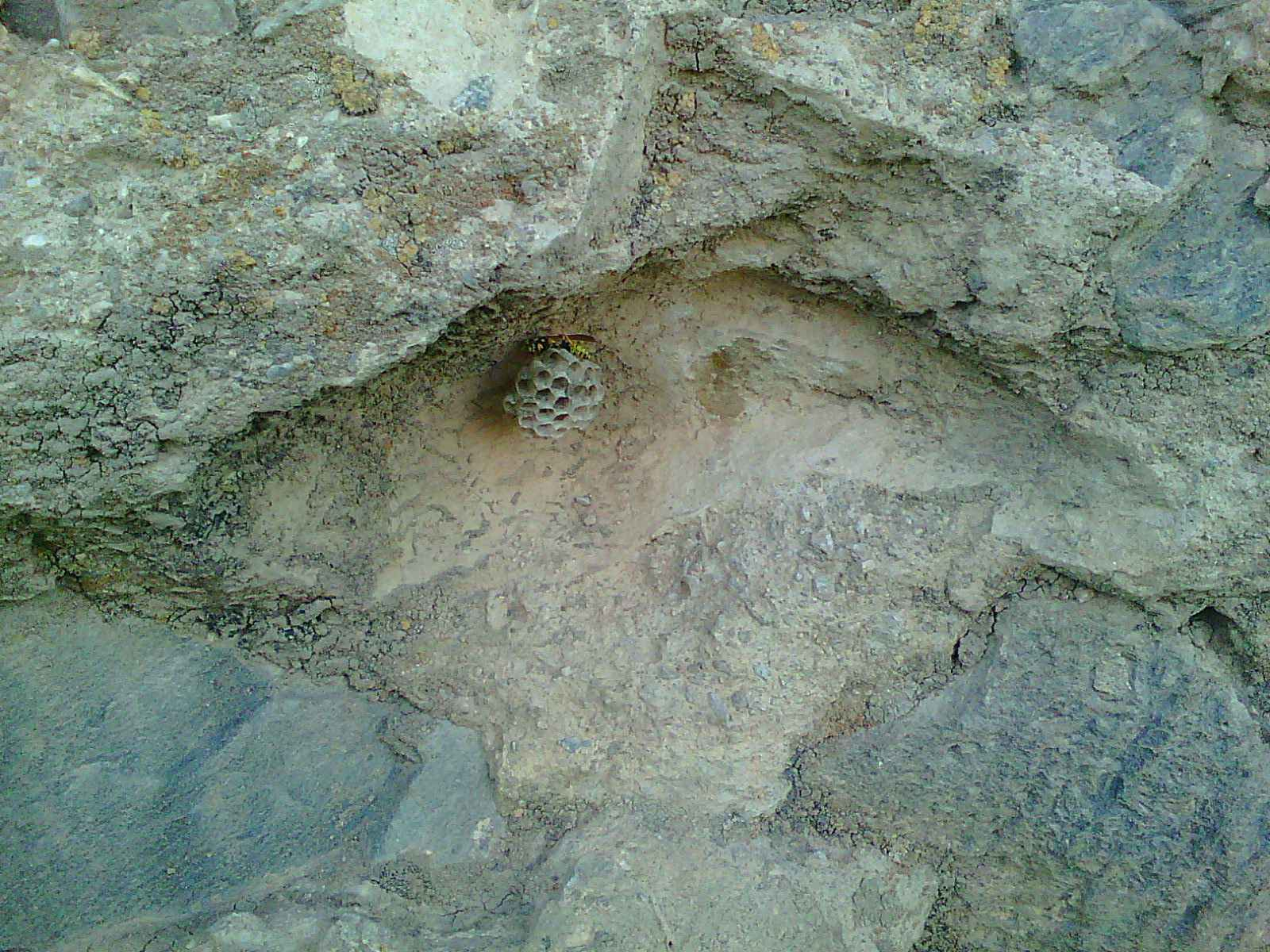
لانه جدید،  بر اثر آفت‌کش‌ها و عدم توجه
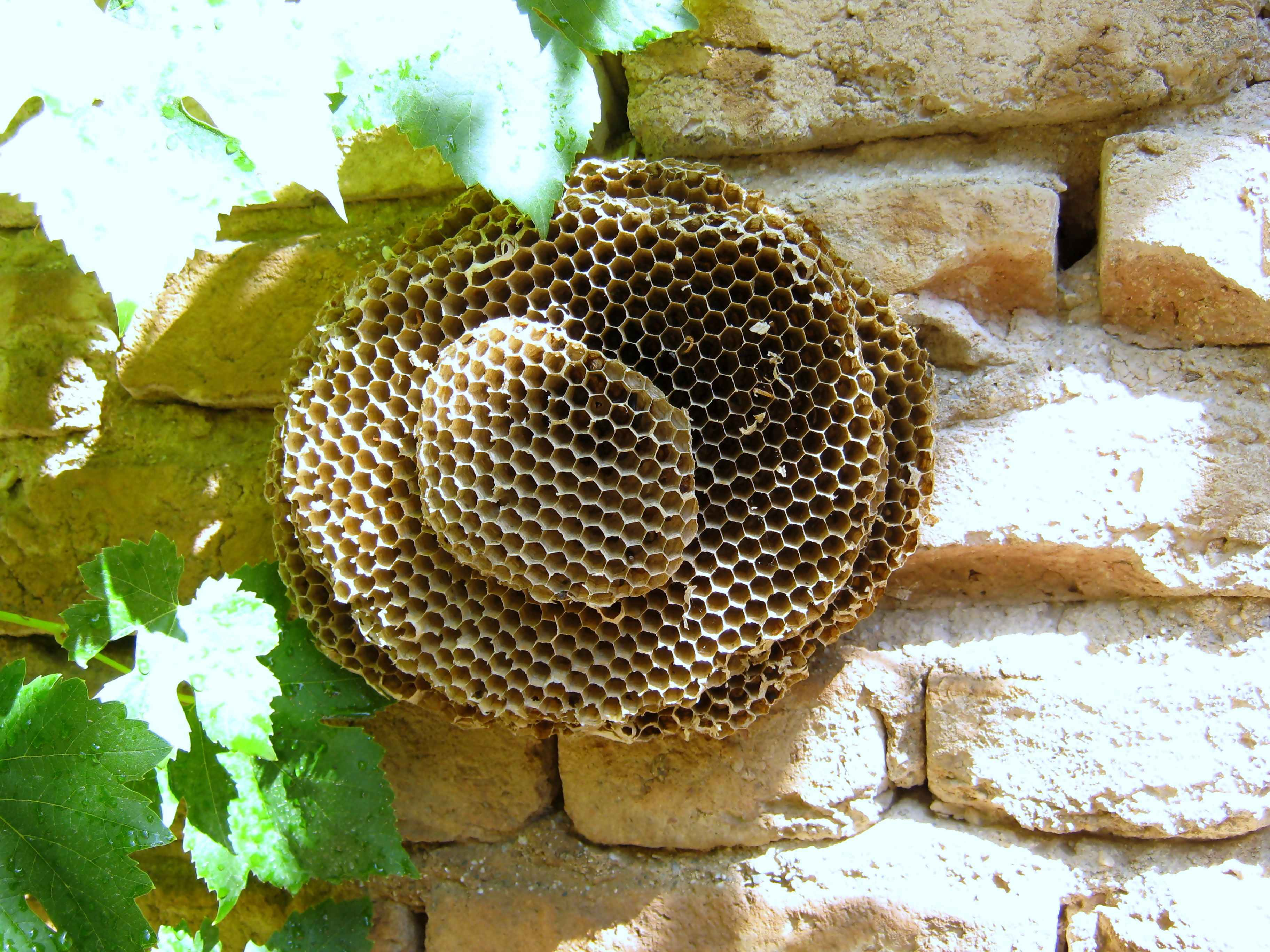
کولونی سه طبقه ۵۰ سال پیش